# Río Gorin
El Gorin (en ruso: Горин), también conocido como Goryun y Garin, es un río que discurre a través del Krai de Jabárovsk en Rusia. Es el octavo afluente más largo del Amur, con una longitud de 390 kilómetros y un área de cuenca de drenaje de 22 400 kilómetros cuadrados (8648,6 mi²).
El río fluye a través de los distritos administrativos (raiones) de Solnechny y Komsomolsk. Más del 80 % de la cuenca del río está cubierta por bosques. La reserva natural de Komsomolsk, un zapovédnik (reserva natural estricta), se encuentra en su curso inferior, en el área de su confluencia con el Amur.

## Curso
El río Gorin es un afluente por la izquierda del Amur. Tiene sus fuentes en la ladera noroeste de la Cordillera de Dayana, parte del sistema montañoso de Badzhal, a unos 100 kilómetros al oeste de la ciudad de Komsomolsk del Amur. En su curso superior, el río fluye aproximadamente en dirección Este-Norte-Este dentro de un valle angosto y hacia su parte media el valle se expande a un ancho de entre 2 kilómetros y 3 kilómetros. El curso inferior es muy pantanoso y el río forma amplios meandros. Finalmente se encuentra con el Amur a 546 kilómetros de su desembocadura.
Los principales afluentes del Gorin son el Jurmuli de 96 kilómetros de longitud a la derecha, y el Big Elga de 69 kilómetros, el Jagdu de 69 kilómetros, el Jarpi de 221 kilómetros, y el Boktor de 135 kilómetros todos ello desembocan en el Gorin por su izquierda. Hay 879 lagos en la cuenca del río, el más grande de los cuales es el lago Evoron. El río se congela entre mediados de noviembre y finales de abril o principios de mayo.

## Fauna

Cuenca hidrográfica del río Amur

El río es un importante lugar de desove para el salmón del Pacífico, el salmón chum y el salmón rosado. El lenok y el tímalo también abundan en sus aguas.